# Heinrich Lausberg
Heinrich Lausberg (Aquisgrana, 12 ottobre 1912 – Münster, 11 aprile 1992) è stato un filologo tedesco specializzato in romanistica e retorica.

## Biografia
Lavorò al Französischen Etymologischen Wörterbuch (dizionario di etimologia francese) e al Thesaurus Linguae Latinae. Secondo il filologo Harald Weinrich, Lausberg fu "un pioniere della linguistica moderna, un classico della retorica e un filologo assoluto".
Era padre della filologa classica Marion Lausberg.

## Riconoscimenti
In ragione dei suoi risultati scientifici fu premiato da diverse accademie:
- Accademia della Crusca
- Rheinisch-Westfälische Akademie der Wissenschaften
- Akademie der Wissenschaften zu Göttingen

Inoltre fu nominato:
- Commendatore dell'Ordine al merito della Repubblica italiana
- ufficiale dell'Ordine delle Palme accademiche

## Opere
- Mundarten Südlukaniens, Halle 1939
- Elemente der literarischen Rhetorik, München, Max Hueber Verlag, 1949.
  -  Elementi di retorica, traduzione di Lea Ritter Santini, Bologna, Il Mulino, 1969.
- Romanische Sprachwissenschaft I−III, Berlino 1956
  -  Linguistica romanza, traduzione di Nicolò Pasero, 2 voll. (I: Fonetica; II: Morfologia), Milano, Feltrinelli, 1971.
- Handbuch der Literarischen Rhetorik, Monaco di Baviera 1960
- Das Sonett Les Grenades von Paul Valéry, Opladen 1971
- Der Hymnus Ave Maris Stella, Opladen 1976
- Der Hymnus Veni Creator Spiritus, Opladen 1979
- Der Johannes-Prolog. Rhetorische Befunde zu Form und Sinn des Textes, Gottinga 1984
- Ernst Robert Curtius 1886−1956, Stoccarda 1993